# プレンティフル・ジョイ
『プレンティフル・ジョイ』は宝塚歌劇団の舞台作品。花組公演。
併演作品は『花小袖』。

## 解説
※『宝塚歌劇100年史（舞台編）』の宝塚大劇場公演のページを参照
"パラダイス"から連想する明るいイメージをシャープな感覚で捉えた、リズミカルなバラエティ・ショー。若者と人形の恋やクレオパトラの悲恋などのダンスシーンや、天国のレビュー合戦などを織り込んでいる。
この公演を最後にみさとけいが月組に異動し、この公演の東京公演から月組の順みつきが花組に合流した。

## 公演期間と公演場所
- 1980年5月16日 - 6月24日[2]　宝塚大劇場
- 1980年8月6日 - 8月29日[3]　東京宝塚劇場

## 宝塚大劇場公演のデータ
形式名は「グランド・ショー」。22場。

### スタッフ（宝塚大劇場）
- 作・演出：酒井澄夫[2]
- 音楽[4]：寺田瀧雄、中元清純、河崎恒夫、筒井広志、中川昌
- 音楽指揮：橋本和明[4]
- 振付[4]：司このみ、朱里みさを、県洋二、大谷盛雄
- 装置：石浜日出雄[4]
- 衣装：静間潮太郎[4]
- 照明：今井直次[5]
- 音響：松永浩志[5]
- 小道具：万波一重[5]
- 効果：扇野信夫[5]
- 演出助手[5]：三木章雄、中村暁、石田昌也
- 制作：内山信一[5]